# Усть-Большерецький район
Усть-Большерецький район (рос. Усть-Большерецкий район) — адміністративна одиниця Камчатського краю Російської Федерації.
Адміністративний центр — село Усть-Большерецьк.

## Адміністративний поділ
До складу району входять 2 міських та 4 сільських поселення:
1. Октябрське міське поселення
2. Озерновське міське поселення
3. Усть-Большерецьке сільське поселення
4. Апачинське сільське поселення
5. Кавалерське сільське поселення
6. Запорізьке сільське поселення